# Episodi de Il maresciallo Rocca (quarta stagione)
La quarta stagione de Il maresciallo Rocca, trasmessa con il titolo  Il maresciallo Rocca 4, è costituita da sei episodi ed è stata trasmessa in prima visione dal 26 ottobre al 10 novembre 2003 su Rai 1.
| nº    | Titolo                   | Prima TV Italia  | Telespettatori | Share  | Fonte       |
| ----- | ------------------------ | ---------------- | -------------- | ------ | ----------- |
| 1     | Senza perdono            | 26 ottobre 2003  | 9 642 000      | 36,53% | [ 2 ] [ 3 ] |
| 2     | Un amore grande          | 27 ottobre 2003  | 9 247 000      | 32,82% | [ 2 ] [ 3 ] |
| 3     | Per fatto personale      | 2 novembre 2003  | 9 738 000      | 36,05% | [ 2 ] [ 4 ] |
| 4     | La ragazza col cagnolino | 3 novembre 2003  | 10 340 000     | 36,12% | [ 2 ] [ 5 ] |
| 5     | Veleni                   | 9 novembre 2003  | 9 409 000      | 35,03% | [ 2 ] [ 6 ] |
| 6     | L'uomo sbagliato         | 10 novembre 2003 | 10 798 000     | 37,26% | [ 2 ] [ 7 ] |
| Media | Media                    | Media            | 9 862 000      | 35,63% |             |

## Senza perdono
- Diretto da: Giorgio Capitani
- Scritto da: Laura Toscano, Franco Marotta

### Trama
Sono passati tre anni dalla morte di Margherita (cioè nel terzo episodio della terza stagione). Rocca, sul punto di trasferirsi in un'altra città, decide di restare a Viterbo, dove reincontra Francesca, figlia di un suo ex superiore, ora nuova maestra del figlio Tommy.
Banti viene promosso brigadiere ed entra in conflitto con Cacciapuoti, che teme di perdere il posto a favore del più giovane collega. Intanto il proprietario di un'azienda tessile viene trovato morto in una discarica. Rocca indaga, scoprendo che il vero luogo del delitto è la fabbrica dell'uomo, in cui venivano sfruttati dei bambini come lavoratori. A sorpresa il padre di due di questi bambini, uno dei quali alunno di Francesca, si proclama colpevole dell'omicidio, per coprire i figli, avendoli trovati vicino al cadavere. Rocca, però, scopre che il vero colpevole è il figlio della vittima, che l'ha ucciso per proteggere gli interessi della madre. L'episodio si conclude con il matrimonio tra Daniela e Marco, che si trasferiranno a casa del maresciallo, così un carabiniere e un poliziotto dovranno convivere sotto lo stesso tetto.
- Altri interpreti: Giuseppe De Rosa (Salvo Candia), Ennio Girolami (Cesare Massimini), Saverio Deodato (Gino Mazzoli), Vanessa Sabet (Carla Mazzoli), Giuditta Saltarini (Vera Ranieri ex Mazzoli), Manolo Capissi e Emiliano La Torre (Vincenzino e Giulio Sanna)
- Ascolti Italia: telespettatori 9 642 000[2] - share

## Un amore grande
- Diretto da: Giorgio Capitani
- Scritto da: Laura Toscano, Franco Marotta

### Trama
Duilio Modica, ragioniere pensionato amico di Rocca, non si dà pace per la morte della moglie Luisa, investita da un'auto pirata. Rocca non prende troppo sul serio le segnalazioni dell'uomo, che però una sera viene trovato ucciso nel giardino di una villa di un'importante famiglia viterbese, i Marziale, che è divenuta ricchissima in seguito a una redditizia attività nel campo dell'abbigliamento. Rocca si trova costretto ad indagare nella vita privata dei vari componenti di quella famiglia piena di vizi e di segreti. Sebbene i Marziale non abbiano ottimi rapporti reciproci, si ricompattano nel tenere un comportamento reticente, tentando di nascondere qualsiasi informazione che possa compromettere la reputazione della casa. Tale atteggiamento gli viene praticamente imposto dall'energica matriarca della famiglia, che si rivela la più ostile al maresciallo Rocca. Nelle indagini, Rocca è aiutato in parte da Francesca, che dà lezioni private alla nipote della padrona di casa. Alla fine il maresciallo scoprirà che la colpevole di entrambi gli omicidi è una domestica della villa, che aveva investito involontariamente la signora in una folle corsa per portare in ospedale sua figlia, anch'essa domestica della villa. Quest'ultima aveva infatti avuto un aborto spontaneo dopo essere stata messa incinta da uno dei fratelli. La madre della ragazza aveva quindi ucciso il ragioniere per evitare di essere scoperta. L'anziano, infatti, sempre profondamente innamorato di sua moglie (al punto da scriverle delle toccanti lettere d'amore, come se fosse ancora viva) cercava incessantemente l'auto che l'aveva investita, e alla fine l'aveva trovata in uno sfasciacarrozze, risalendo infine a quella villa grazie ad alcuni indizi trovati nell'auto.
- Altri interpreti: Pippo Santonastaso (Duilio Modica), Anna Proclemer (sig.ra Marziale), Attilio Fabiano (Ruggero Siniscalchi), Cinzia Mascoli (Bianca Marziale), Barbara Blanc (Rebecca Marziale), Elisabetta Carta (Clara, cuoca di Villa Marziale)
- Ascolti Italia: telespettatori 9 247 000[2] - share

## Per fatto personale
- Diretto da: Giorgio Capitani
- Scritto da: Laura Toscano, Franco Marotta

### Trama
Un uomo viene trovato morto in un'auto fuori da un bowling. Poco dopo, anche una cameriera del locale, che aveva avuto una relazione con l'uomo, viene uccisa, facendo ricadere i sospetti sul marito. Rocca, però, nutre dei dubbi, e si mette sulle tracce dell'unico testimone del primo delitto, un travestito. Contemporaneamente, Giacomo torna a casa, lasciando dubbi sulla sua crisi coniugale. Il travestito che Rocca stava cercando inculca poi il dubbio che Giacomo sia omosessuale. In realtà, Giacomo ha solo scoperto i traffici illeciti del suocero e non sa come comportarsi con la moglie. Rocca, scoperto che colui che il testimone credeva suo figlio è in realtà il miglior amico di Giacomo, capirà che il vero colpevole dei delitti è il guardiano del locale, che voleva vendicare la morte del figlio, morto in un incidente sul lavoro all'estero durante la costruzione di un palco per conto della vittima.
- Altri interpreti: Ivan Bacchi (Ramona), Ugo Fangareggi (Giacomo Pugliesi), Ennio Girolami (Cesare Massimini), Barbara Di Bartolo (Vincenza)
- Ascolti Italia: telespettatori 9 738 000[2] - share

## La ragazza col cagnolino
- Diretto da: Giorgio Capitani
- Scritto da: Laura Toscano, Franco Marotta

### Trama
Una misteriosa ragazza arrivata da Roma viene trovata accoltellata in un cespuglio. Gli unici indizi sono un disegno e il numero telefonico di un albergo in cui un uomo l'aveva cercata. Rocca indaga sul passato della donna, scoprendo che a 10 anni era stata rapita, e il crack finanziario della famiglia a seguito del pagamento del riscatto aveva portato i genitori alla morte. Successivamente viene trovata morta la moglie del portiere dell'albergo, una donna che la sera, andando per le strade a prostituirsi, era stata testimone del delitto. Rocca scopre che l'assassino è il rapitore della ragazza, che quest'ultima aveva riconosciuto da un tatuaggio e che, grazie a Morissi, individuerà nel proprietario dell'Hotel. Questi, riconosciuto da Francesca tramite il tatuaggio, tenta di ucciderla prima di essere fermato da Rocca.
- Altri interpreti: Carlo Cartier (Antonio Mangano), Luigi Montini (Morissi), Sara Ricci (Michela Sanpietro), Andrea Tidona (Guido Sanpietro), Prospero Richelmy (Marzio Manfredi)
- Ascolti Italia: telespettatori 10 340 000[2] - share

## Veleni
- Diretto da: Fabio Jephcott
- Scritto da: Laura Toscano, Franco Marotta

### Trama
Durante la settimana delle feste di Natale il giovane e stimato pediatra di Tommy, il dottor Fausto Nobili, muore dopo aver bevuto un caffè. Si scopre che nel caffè era stata messa di proposito una sostanza a cui il dottore era allergico, provocandogli uno shock anafilattico. Inizialmente i sospetti ricadono su un uomo, Vito Jovine, che lo riteneva responsabile della morte del figlio e che l'aveva aggredito quella stessa mattina. Durante le indagini si scopre un traffico di farmaci scaduti che vede coinvolti due colleghi della vittima, tra cui la sua amante. In seguito un sedicente mago viene ucciso nella sua abitazione. Inizialmente viene arrestata l'ex moglie del dottore, del quale era ancora molto innamorata, ma Rocca alla fine scoprirà che la vera colpevole è Rosanna, l'infermiera del pediatra, innamorata non corrisposta dell'uomo, che aveva maldestramente cercato di fargli bere un filtro d'amore, ignara che questo contenesse anche la sostanza a cui l'uomo era allergico, e ha ucciso il mago che l'aveva ingannata.
- Altri interpreti: Beatrice Luzzi (Adriana Bosetti), Valentina Carnelutti (Marta Jovine), Linda Celani (Rosanna Alberti), Luigi Montini (Morissi), Claudio Puglisi (Mauro Basilio), Ennio Girolami (Cesare Massimini), Alessia Giuliani (Patrizia Nobili), Federico Scribani (Fausto Nobili)
- Ascolti Italia: telespettatori 9 409 000[2] - share

## L'uomo sbagliato
- Diretto da: Fabio Jephcott
- Scritto da: Laura Toscano, Franco Marotta

### Trama
Un ragazzo, Andrea Bosco, viene ucciso con un fucile di precisione, appartenente ad una partita rubata in un negozio di armi. I sospetti si concentrano su Luca Garrone, un giovane dal difficile contesto sociale, e sul suo amico Angelo Pastore, un ragazzo che lavora nel negozio dove il fucile è stato rubato. Rocca scopre, infatti, che erano stati proprio i due ragazzi a compiere il furto nell'armeria per rivendere i fucili clandestinamente. Il ricettatore viene arrestato, ma non basta a chiudere il caso, perché nelle stesse modalità vengono uccise altre due persone: la moglie di un proprietario di una lavanderia appena uscita da una chiesa e una ragazza sposata da un mese. Nessuno dei due delitti sembra collegato con il primo, ma l'assassino telefona in caserma come aveva già fatto in occasione del primo omicidio, sfidando apertamente le forze dell'ordine e in particolare Rocca. Mannino, fermamente convinto che si tratti di un serial killer, fa intervenire un nucleo speciale da Roma estromettendo Rocca e i suoi dalle indagini con grande disappunto del maresciallo, che però riesce a localizzare il nascondiglio di Garrone. Questi ha una furiosa lite con Pastore, che lo crede responsabile degli omicidi essendosi tenuto per sé uno dei fucili rubati, ma l'arrivo degli uomini di Rocca mette in fuga i due. Pastore viene arrestato ma Luca, durante la fuga in motorino, viene colpito dallo stesso fucile di precisione che ha commesso gli altri tre omicidi. Con il principale sospettato morto sembra che le indagini debbano ricominciare da capo ma Rocca, che vuole vederci chiaro nella faccenda, decide di fare una seconda ispezione nella cabina telefonica dalla quale sono partite le telefonate. La svolta arriva grazie al fatto che il maresciallo è allergico al pelo del gatto: si scopre che l'autore delle telefonate possiede un gatto certosino come quello di Luca Garrone e che il vero responsabile è il padre del ragazzo. L'uomo, affetto da un tumore al cervello all'ultimo stadio che gli ha fatto perdere la ragione, si era convinto che sua moglie, deceduta tre mesi prima sempre a causa di un male incurabile, fosse stata uccisa dal figlio, e che questi volesse uccidere anche lui. Aveva allora sottratto a Luca uno dei fucili rubati, con il quale aveva poi commesso prima i tre delitti per sviare le indagini, e poi quello di Luca, vero obiettivo del patrigno. Rocca cerca di catturarlo dopo che i carabinieri circondano la sua casa, ma il folle si barrica in casa imbracciando il fucile. Spara quindi allo stesso maresciallo, che cercava invano di farlo ragionare, e che si salva solo grazie al giubbotto antiproiettili. Alla fine l'uomo verrà catturato grazie a un abile intervento dai corpi speciali dei carabinieri. Francesca annuncia a Rocca che sposerà un uomo conosciuto in montagna. Rocca, dubbioso fino all'ultimo, confessa in extremis i suoi sentimenti a Francesca, che però ha già mandato a monte il suo matrimonio, scoprendosi innamorata di lui.
- Altri interpreti: Luigi Montini (Morissi), Lorenzo Balducci (Luca Garrone), Davide Devenuto (Angelo Pastore), Luigi Maria Burruano (Michele Garrone)
- Ascolti Italia: telespettatori 10 798 000[2] - share